# Leszek Sołdan
Leszek Stanisław Sołdan (ur. 13 listopada 1961) – polski  gracz go, 4 dan (GoR 2311), piętnastokrotny indywidualny mistrz Polski w go.
Przez półtora roku Leszek Sołdan był insei (uczniem na gracza zawodowego) w szkole przy Nihon Ki-in. Jego nauczycielem był wówczas Akinobu Tozawa 9. dan.

## Sukcesy w go
- 1982 – 1. wicemistrz Polski
- 1983 – 1. wicemistrz Polski
- 1984 – 1. wicemistrz Polski
- 1985 – 1. wicemistrz Polski
- 1986 – 1. wicemistrz Polski
- 1987 – Mistrz Polski
- 1988 – 1. wicemistrz Polski
- 1989 – 1. wicemistrz Polski
- 1990 – Mistrz Polski
- 1993 – 1. wicemistrz Polski
- 1994 – Mistrz Polski
- 1995 – Mistrz Polski
- 1996 – Mistrz Polski
- 1997 – Mistrz Polski
- 1998 – Mistrz Polski
- 1999 – 1. wicemistrz Polski
- 2000 - 1. wicemistrz Polski
- 2001 – Mistrz Polski
- 2002 – Mistrz Polski
- 2003 – wraz z Aleksandrą Lubos – II wicemistrz Europy par w go
- 2004 – Mistrz Polski
- 2005 – 1. wicemistrz Polski
- 2006 – Mistrz Polski
- 2007 – 1. wicemistrz Polski
- 2008 – Mistrz Polski
- 2009 – Mistrz Polski
- 2010 – Mistrz Polski
- 2011 – Mistrz Polski
- 2017 – 1. wicemistrz Polski
- 2019 – 2. wicemistrz Polski
- 2020 – 2. wicemistrz Polski
- 2021 – 1. wicemistrz Polski